# Basilepta
Basilepta is een geslacht van kevers uit de familie bladkevers (Chrysomelidae).
De wetenschappelijke naam van het geslacht werd in 1860 gepubliceerd door Joseph Sugar Baly.

## Soorten
- Basilepta bacboensis Eroshkina, 1994
- Basilepta bella Eroshkina, 1997
- Basilepta bicollis Tan, 1988
- Basilepta bicolor (Lefevre, 1893)
- Basilepta bicoloripennis (Pic, 1930)
- Basilepta bicoloripes (Pic, 1935)
- Basilepta bidens Tan, 1988
- Basilepta binhanum (Pic, 1930)
- Basilepta borodinense Kimoto, 1979
- Basilepta buonloica Eroshkina, 1994
- Basilepta chapaensis (Pic, 1930)
- Basilepta chiangmaiensis Kimoto & Gressitt, 1982
- Basilepta convexum Tan, 1988
- Basilepta declivis Tan, 1988
- Basilepta degenensis Tan, 1988
- Basilepta dembickyi Medvedev, 2005
- Basilepta dhunchenum Kimoto & Takizawa, 1981
- Basilepta eakaoensis Eroshkina, 1994
- Basilepta elongata Tan, 1988
- Basilepta fabrei (Lefevre, 1887)
- Basilepta flavicaudis Tan, 1988
- Basilepta frontale (Baly, 1867)
- Basilepta fulvescens Eroshkina, 1997
- Basilepta fuscolimbata Tan, 1988
- Basilepta fyanensis Kimoto & Gressitt, 1982
- Basilepta granulosa Tan, 1988
- Basilepta grossa Medvedev, 1995
- Basilepta incerta (Pic, 1928)
- Basilepta jeanvoinei (Pic, 1928)
- Basilepta kandyensis Kimoto, 2003
- Basilepta korhongensis Kimoto & Gressitt, 1982
- Basilepta laeta Eroshkina, 1994
- Basilepta laeta Medvedev, 1992
- Basilepta laevigatum Tan in Tan & Wang, 1981
- Basilepta lameyi (Lefevre, 1893)
- Basilepta latipennis (Pic, 1928)
- Basilepta livida Kimoto & Gressitt, 1982
- Basilepta longipenne (Pic, 1931)
- Basilepta longitarsalis Tan, 1992
- Basilepta maai Kimoto & Gressitt, 1982
- Basilepta magnicolle Tan, 1988
- Basilepta makiharai Kimoto, 2001
- Basilepta marginalis Kimoto & Gressitt, 1982
- Basilepta medvedevi Eroshkina, 1997
- Basilepta mindorensis Medvedev, 1995
- Basilepta minor (Pic, 1929)
- Basilepta minutipunctatum Tan, 1988
- Basilepta minutissima Kimoto & Gressitt, 1982
- Basilepta miyatakei Kimoto & Gressitt, 1982
- Basilepta morimotoi Kimoto & Gressitt, 1982
- Basilepta multimaculata Kimoto & Gressitt, 1982
- Basilepta nala Takizawa, 1984
- Basilepta nattoriae Takizawa, 1983
- Basilepta nigrita Medvedev, 1997
- Basilepta nyalamense Tan in Tan & Wang, 1981
- Basilepta pacholatkoi Medvedev, 2005
- Basilepta pallidicornis Medvedev, 1995
- Basilepta pici Eroshkina, 1994
- Basilepta plicata (Pic, 1929)
- Basilepta pseudobeccarii Eroshkina, 1997
- Basilepta pubiventer Tan, 1988
- Basilepta puncticollis Lefevre, 1889
- Basilepta punctifrons An, 1988
- Basilepta quadrimaculatum (Pic, 1931)
- Basilepta regularis Tan in Tan & Wang, 1981
- Basilepta remota Tan & Wang, 1984
- Basilepta rondoni Kimoto & Gressitt, 1982
- Basilepta rubimaculatum Tan, 1988
- Basilepta rugipennis Tan, 1988
- Basilepta sakaii Takizawa, 1987
- Basilepta scabrosa (Baly, 1864)
- Basilepta schawalleri Medvedev, 1992
- Basilepta semirufum (Pic, 1930)
- Basilepta speciosum (Lefevre, 1893)
- Basilepta spenceri Kimoto & Gressitt, 1982
- Basilepta subcostata Jacoby, 1889
- Basilepta subruficolle Tan, 1993
- Basilepta subtuberosa Tan, 1988
- Basilepta tricarinata Tan, 1988
- Basilepta tricolor (Baly, 1877)
- Basilepta viridicyanea Kimoto & Gressitt, 1982
- Basilepta viridis (Pic, 1935)
- Basilepta weixiensis Tan, 1988